# Lopholejeunea soae
Lopholejeunea soae là một loài Rêu trong họ Lejeuneaceae. Loài này được R.L. Zhu & Gradst. mô tả khoa học đầu tiên năm 2005.